# ハラルド・ベッカー
ハラルド・ベッカー（Harald Becker、1953年11月7日 - ）は、ドイツのレーシングドライバー。

## 経歴
1983年にドイツ・フォーミュラ・フォードでチャンピオンを獲得。翌年にドイツ・フォーミュラ3選手権にステップアップした。ワンメイクレースのポルシェ・944ターボカップでも優勝するなど活躍した。
1988年にBMW・M3で旧ドイツツーリングカー選手権 (DTM) にも参戦し、1989年はメルセデス・190E 2.3-16に乗り換えた。1991 年に再び、BMW・M3 (スポーツ エボリューション) に再度乗り換えて、プライベートチームからの参戦ながら、いくつかのポイント獲得を達成した。1994年末まで参戦を続けていたが、ワークスチームの開発競争は激化。プライベーターがポイントを獲得するチャンスは大幅に減少していった。ベッカーは参戦終了までに合計97レースを戦い、最高成績は6位（1993年・ニュルブルクリンク）であった。
その後はドイツ国内やヨーロッパ各地で行われているスポーツカーレースで活躍。ル・マン24時間レースやニュルブルクリンク24時間レースにも出場している。
ベッカーは2001年に亡くなった父が運営していた会社を引き継ぎ、足場やコンテナサービスなどの業務を行っている他、ヘリコプター輸送会社ユーロヘリのマネージング・ディレクターを数年間務め、自身もプロのパイロットとして活動している。